# Airlines of Tasmania
Airlines of Tasmania ist eine australische Regionalfluggesellschaft mit Sitz in Hobart auf Tasmanien und Basis auf dem Flughafen Launceston.
Airlines of Tasmania wurde 1977 gegründet.

## Flugziele

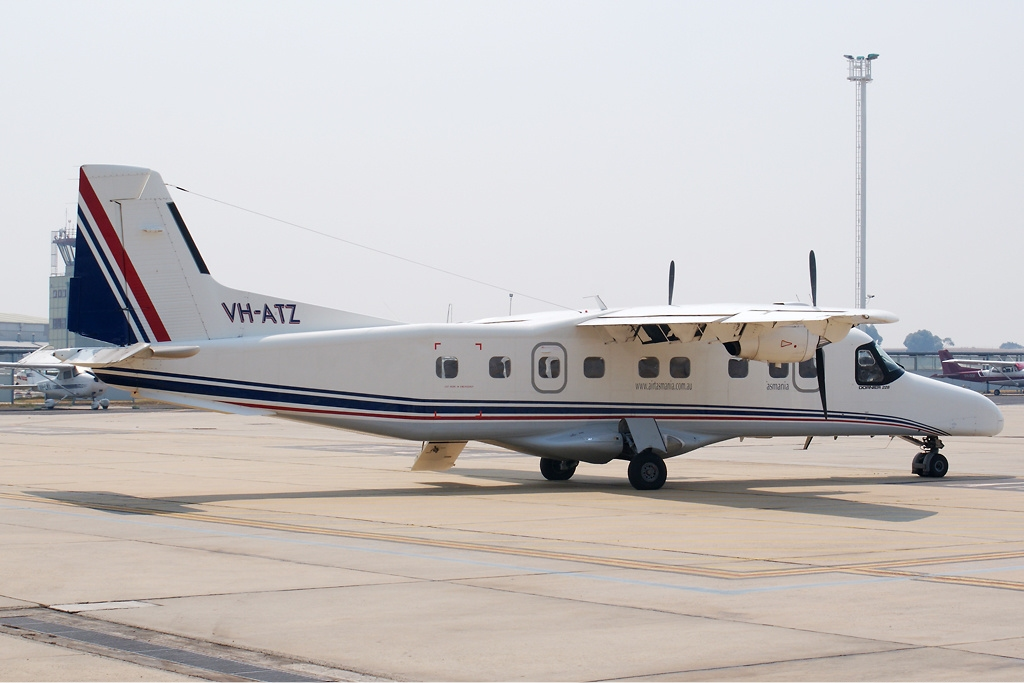
Eine Dornier 228 der Airlines of Tasmania, 2000

Sie bietet neben einem Linienflug zwischen Launceston und Cape Barren Island auch Charterflüge sowie Pilotenausbildungen an.

## Flotte

### Aktuelle Flotte
Mit Stand Juli 2022 besteht die Flotte der Airlines of Tasmania aus vier Flugzeugen:

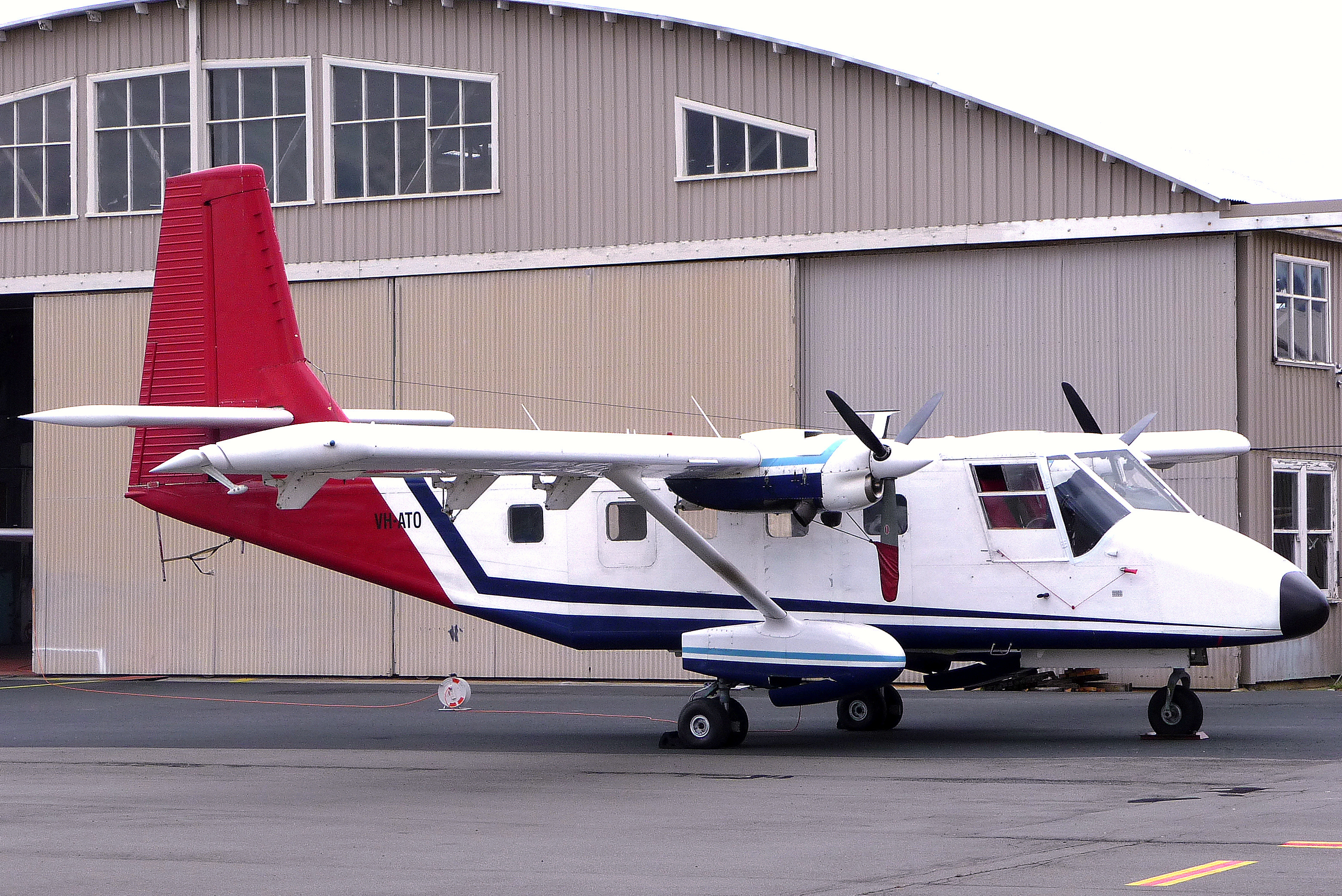
Eine GAF Nomad 24 der Airlines of Tasmania

| Flugzeugtyp                  | Anzahl | bestellt | Anmerkungen | Sitzplätze |
| ---------------------------- | ------ | -------- | ----------- | ---------- |
| Britten-Norman BN-2 Islander | 1      |          |             | 10         |
| Cessna 206                   | 2      |          |             | 6          |
| Cessna 404                   | 1      |          |             | 10         |
| Gesamt                       | 4      | –        |             |            |

### Ehemalige Flugzeugtypen
In der Vergangenheit wurden unter anderem folgende Flugzeugtypen eingesetzt:
- Aero Commander 500, VH-BTN[5]
- Beechcraft 76 Duchess
- Cessna 172
- De Havilland DH.114 Heron
- Dornier 228-212
- GAF N-22C Nomad
- Piper PA-31

## Zwischenfälle
Airlines of Tasmania verzeichnete bis jetzt einen Zwischenfall ohne Todesfolgen:
- Am 4. August 1983 verunglückte eine erst seit Mai desselben Jahres für die Gesellschaft fliegende De Havilland DH.114 Heron (Luftfahrzeugkennzeichen VH-CLY) bei einer missglückten Landung am Flughafen Launceston.[7][8]